# Eilema fasciata
Eilema fasciata är en fjärilsart som beskrevs av Moore 1878. Eilema fasciata ingår i släktet Eilema och familjen björnspinnare. Inga underarter finns listade i Catalogue of Life.